# Everything Now
Everything Now  es el quinto álbum de la banda Arcade Fire. Fue lanzado por Columbia Records el 28 de julio de 2017, físicamente a través de Sonovox Records y digitalmente a través de Columbia Records. El álbum fue producido por la banda junto a Thomas Bangalter del dúo de Daft Punk de la electrónica-casay Steve Mackey del bajista de la banda Pulp. El colaborador anterior Markus Dravs proporciona coproducción, con producción adicional de Geoff Barrow de Portishead y Eric Heigle.

## Recepción
En Metacritic, que asigna una calificación normalizada de 100 a las críticas de los críticos mainstream, Everything Now recibió una puntuación media de 67 sobre la base de 38 revisiones, lo que indica "generalmente las críticas favorables". Los comentarios fueron polarizados, con algunos elogiando como uno de los mejores del año y otros afirmando que era un grave error para la banda.
Jeremy Winograd de la revista Slant afirmó que "el resultado es de lejos el álbum más optimista y fácilmente digerible de Arcade Fire hasta la fecha". Barry Nicolson de NME escribió que "los roqueros de arte canadienses son más grandes, más audaces y más temerosos del futuro que nunca" calificación de cinco estrellas de cinco, mientras que Will Hermes de Rolling Stone elogió el álbum por su El contenido lírico, escribiendo que es "territorio traicionero, pero la banda lo navega valientemente, especialmente cuando se convierte la lente crítica en sí mismo".

## Lista de canciones
Todas las canciones escritas y compuestas por Arcade Fire. 
| Everything Now |                              |             |          |  |
| N.º            | Título                       | Producer(s) | Duración |  |
| 1.             | «Everything_Now (Continued)» | Arcade Fire | 0:46     |  |
| 2.             | «Everything Now»             | Arcade Fire | 5:03     |  |
| 3.             | «Signs of Life»              | Arcade Fire | 4:36     |  |
| 4.             | «Creature Comfort»           | Arcade Fire | 4:43     |  |
| 5.             | «Peter Pan»                  | Arcade Fire | 2:48     |  |
| 6.             | «Chemistry»                  | Arcade Fire | 3:37     |  |
| 7.             | «Infinite Content»           | Arcade Fire | 1:37     |  |
| 8.             | «Infinite_Content»           | Arcade Fire | 1:41     |  |
| 9.             | «Electric Blue»              | Arcade Fire | 4:02     |  |
| 10.            | «Good God Damn»              | Arcade Fire | 3:34     |  |
| 11.            | «Put Your Money on Me»       | Arcade Fire | 5:53     |  |
| 12.            | «We Don't Deserve Love»      | Arcade Fire | 6:29     |  |
| 13.            | «Everything Now (Continued)» | Arcade Fire | 2:22     |  |

## Posicionamiento en lista
| Lista (2017)                            | Posiciones |
| --------------------------------------- | ---------- |
| Australia (ARIA)                        | 2          |
| Austria (Ö3 Austria)                    | 4          |
| Bélgica (Ultratop flamenca)             | 1          |
| Bélgica (Ultratop valona)               | 1          |
| Canadá (Billboard Canadian Albums)      | 1          |
| República Checa (ČNS IFPI)              | 10         |
| Dinamarca (Hitlisten)                   | 17         |
| Países Bajos (Album Top 100)            | 2          |
| Finlandia (Suomen Virallinen Lista)     | 30         |
| Francia (SNEP)                          | 3          |
| Hungría (MAHASZ)                        | 26         |
| Irlanda (IRMA)                          | 1          |
| Italia (FIMI)                           | 5          |
| Nueva Zelanda (Recorded Music NZ)       | 15         |
| Noruega (VG-lista)                      | 11         |
| Polonia (ZPAV)                          | 14         |
| Portugal (AFP)                          | 1          |
| España (PROMUSICAE)                     | 2          |
| Suecia (Sverigetopplistan)              | 18         |
| Suiza (Schweizer Hitparade)             | 2          |
| Reino Unido (UK Albums Chart)           | 1          |
| Estados Unidos (Billboard 200)          | 1          |
| Estados Unidos (Top Alternative Albums) | 1          |
| Estados Unidos (Top Rock Albums)        | 1          |